# Miguel Restuccia
Miguel Alberto Restuccia Menéndez (nacido el 6 de marzo de 1920 y fallecido el 20 de junio de 2006 en Montevideo, Uruguay) fue el presidente del Club Nacional de Football que ejerció más años consecutivos en ese cargo: durante 12 años, desde 1968 hasta 1979.  

## Presidencia de Nacional
Restuccia no tenía experiencia previa como dirigente, al ganar las elecciones en 1967, y cuando se hizo cargo de la institución, la situación no era la mejor: por esos días Nacional estaba debilitado política y deportivamente, en lo que influía la presencia de Washington Cataldi al frente de Peñarol. Por si fuera poco, el club estaba inmerso en una situación económica muy complicada. 
A pesar de todo esto, Restuccia se propuso formar un equipo de estrellas con el propósito de ser campeones de América y del mundo. Impulsó la idea de realizar un sistema de sorteos que permitió que ingresara mucho dinero al club, llamado «La Gran Jugada».
Esta recuperación permitió formar un gran equipo, con el cual Nacional conquistó su primera Copa Libertadores de América, y sus primeras Copas Intercontinental, Interamericana; además de cuatro campeonatos uruguayos en los años 1969, 1970, 1971 y 1972 (obtendría además uno más durante su mandato en 1977). Durante esa era, se logra mantener una racha de 16 clásicos consecutivos invictos contra el rival tradicional, desde 1971 hasta 1974. Además, concreta la compra de la actual concentración de «Los Céspedes» donde realiza importantes obras para mejorarla.
Posteriormente, Nacional sufrió un fuerte declive deportivo e institucional. Restuccia debió luchar contra la estructura de poder montada por la dictadura cívico-militar, lo que le valió duros enfrentamientos con dirigentes de otros clubes y del propio Nacional, árbitros, integrantes de la Confederación Sudamericana y varios periodistas (Víctor Hugo Morales fue uno de sus principales detractores).
Durante la dictadura, en el año 1979, Restuccia fue procesado varios meses con prisión junto con otros compañeros dirigentes, envueltos en un caso de estafa, pero la justicia posteriormente decretó el sobreseimiento de todos los delitos imputados a él y sus colegas.